# Sault-de-Navailles
Sault-de-Navailles é uma comuna francesa na região administrativa da Nova Aquitânia, no departamento dos Pirenéus Atlânticos. Estende-se por uma área de 22,19 km². Em 2010 a comuna tinha 939 habitantes (densidade: 42,3 hab./km²).